# Јан Чајак Млађи
Јан Чајак Млађи (svk. Ján Čajak mladší (псеудоним Ján Blatňanský, Ján Svätojánsky, Junior); Селенча, 18. јул 1897 — Братислава, 3. јул 1982) био је словачки књижевник, новинар, публициста, преводилац и уредник, син књижевника Јана Чајка, и унук песника Јанка Чајка.

## Образовање
Похађао је гимназије у Бачком Петровцу, Сарвашу, Новом Врбасу и Новом Саду. Евангелистичку теологију студирао је у Братислави и Прешову (1915-1919). Образовање је завршио на Педагошком факултету у Београду 1925. године.

## Каријера
Од 1919. године радио је као професор у гимназији „Јан Колар” у Бачком Петровцу, где је предавао словачки језик и историју. По окупацији Југославије у Другом светском рату 1941. интерниран је у Мађарску. У периоду 1942-1944. био је уредник дневника Slovenská jednota у Будимпешти. Од 1945. године био је ангажован у Министарству иностраних послова Чехословачке у Будимпешти, а након 1948. био је руководилац Одсека за штампу Повереништва за информисање. Од 1949. живи у Братислави, где је био уредник, публициста и преводилац југословенске књижевности. Пензионисао се 1960. године.
Поводом стогодишњице рођења оца Јана, посетио је своје родно место 1963. године.
У оквиру циклуса Личности верског живота, словачка Телевизија Братислава је 1996. године продуцирала документарни филм о животу Јана Чајка Млађег.

## Књижевни рад
Почео је као уредник и публициста. Уређивао је словачки часопис у Југославији Свит (Svit) и истовремено је у њему објављивао рецензије и чланке о актуелним темама везаним за Словачку и њену књижевност. Прве приповетке објавио је у Свиту 1934. године, док је у часопису Наш живот, поред приповетки, објављивао и преводе. На његово стваралаштво утицали су отац Јан, као и Мартин Кукучин, Јозеф Грегор Тајовски и други аутори. Поред романа, приповетки и публицистичких дела, писао је и историјске есеје, споменице и мемоаре, често се бавећи особама из породице или писцима (Јанко Чајак, Михал Годра, Јанко Краљ и други). Такође је био сакупљач словачких народних песама у Југославији и коаутор аматерских етнографских филмова из живота Словака у Југославији.